# 审计风险
审计风险（Audit risk）是一个通常用于财务报表审计的术语。财务报表审计的目的是对“财务报表是否已按照恰当的会计准则编制并在所有重大方面公允反映了被审计者的财务信息”发表意见。审计风险是指审计师发表不恰当审计意见的风险（可能性）。

## 审计风险的组成

### 重大错报风险
重大错报风险（Material misstatement risk）是指被审计者编制的财务报表存在重大错报的可能性。该风险与被审计者相关，与會計师无关，但是會計师需要对该风险的水平进行评估。
重大错报风险可以分为：
- 固有风险（Inherent risk）：不存在内部控制时发生的错报风险，比如会计人员将200元记录成200万元的风险；
- 控制风险（Control risk）：内部控制没有及时防治、发现和纠正已发生的重大错报的可能性，比如会计人员将200元记录成200万元而会计主管未能即時发现并纠正的风险。

重大错报风险也可以分为：
- 报表层次的重大错报风险：该风险与财务报表整体相关，可能影响多项认定，比如管理层舞弊的风险；
- 认定层次的重大错报风险：该风险只与单项的交易、账户余额或列报认定相关。

### 检查风险
检查风险（Detection risk）是指审计师执行实质性测试（substantive test）而未能发现财务报表已存在的重大错报的风险。该风险仅与审计师的工作的相关，它取决于审计程序设计的合理性和执行的有效性。审计师可以通过审计工作来降低检查风险，但检查风险不可能将之为零。审计师不需要评估该风险，但是需要决定可接受的检查风险。

### 可接受审计风险
可接受审计风险（Acceptable audit risk）是指审计师可以接受的财务报表存在重大错报而其发表不恰当审计意见的风险。此风险水平由审计师根据自身的风险承受能力主观决定，如果审计师决定接受较低的审计风险，则需要花费更多的成本以对财务报表不存在重大错报做出更多的保证。

## 审计风险模型
审计风险的数学模型是：
或者：
| 可接受的检查风险＝ | 可接受的审计风险     |  |
| 可接受的检查风险＝ | 评估出的重大错报风险 |  |

审计师根据可接受的审计风险和评估出的重大错报风险来计算可接受的检查风险，并据此风险设计审计程序的性质、时间和范围。